# Greg Robinson
 (septembre 2019).
Si vous disposez d'ouvrages ou d'articles de référence ou si vous connaissez des sites web de qualité traitant du thème abordé ici, merci de compléter l'article en donnant les références utiles à sa vérifiabilité et en les liant à la section « Notes et références ».
Pour les articles homonymes, voir Robinson.
(en) Statistiques sur pro-football-reference
Gregory « Greg » Robinson, né le 21 octobre 1992 à Thibodaux en Louisiane, est un joueur américain de football américain qui évolue au poste d'offensive tackle.

## Biographie

### Carrière universitaire
Étudiant à l'université d'Auburn, il joue avec les Tigers de 2012 à 2013.

### Carrière professionnelle
Il est sélectionné en 2e choix global lors du premier tour de la draft 2014 de la NFL par les Rams de Saint-Louis.